# Sibulates

Mapa de la Novempopulania.

Los sibulates (en latín, Sibulates, Suburates o Sibusates) eran un pueblo aquitano mencionado tanto por Julio César (que los llama «Sibulates») como por Plinio el Viejo (que los llama «Sybillates»). Habitaban en la actual provincia vasca de Sola. De su nombre proviene el actual de la provincia, Zuberoa o Ziberua en vasco y Subola en latín.
Julio César los menciona en el libro III sus Comentarios a la guerra de las Galias, con motivo de la expedición de su legado Publio Licinio Craso a Aquitania, incluyendo a los sibulates entre los pueblos que se le sometieron a Craso tras la batalla, enviándole rehenes (cap.27.1).